# Majemercultuur
De Majemercultuur (Kazachs: Майемер кезеңі, Engels: Mayemer culture of Mayemir culture, Russisch: Майэмирская культура) was een archeologische cultuur van de vroege ijzertijd (7e - 6e eeuw voor Christus) in Oost-Kazachstan. Ze is vernoemd naar de Majemer-begraafplaats aan de bovenloop van de Narym.
De grafheuvels van de Majemercultuur in het Altaj-hoogland werden omringd door lage steenzettingen. De grafkamers waren rechthoekig, met houten wanden en afgedekt met een laag boomstammen. In Majemer werden oude voorbeelden gevonden van bronzen spiegels met uitstekende randen, kleine stijgbeugelvormige bronzen paardenbitten met buitenscharnieren, en een groot aantal halve manen met drie gaten of met een lus in plaats van een centraal gat.
De kunst van de Majemercultuur werd gekenmerkt door afbeeldingen van roofdieren die op het punt staan te worden neergeschoten en rennende dieren. 
Vroege sites werden gevonden aan de zijrivieren van de bovenloop van de Boechtarma. Ze verschenen in de vorm van lage steencirkels met in het midden een met grote stenen bedekte ondiepe grafkuil. Op twee onderzochte sites werden de overledenen met opgetrokken benen en op de zij begraven, met het hoofd naar links en naar het westen gekeerd. De vroege sites van de Majemercultuur verschilden in dat het lichaam op de  rug werd begraven met de ledematen uitgestrekt, en de omringende graven met grote ovale steenzettingen zijn ook niet karakteristiek voor de Majemercultuur. De vroege traditie van het begraven omder een grafheuvel was een overblijfsel van de voorafgaande Andronovocultuur. Ook het begraven van paarden in speciale stenen zijconstructies aan de voeten van de overledenen is een duidelijk verschil. Bij de kaakbeenderen van een paard werden twee hoornvormige mondstukken gevonden, gemaakt naar een ouder ontwerp. De afwezigheid van metalen mondstukken geeft aan dat deze sites al heel vroeg zijn gemaakt. Sites zoals deze behoren tot de 9e - 8e eeuw, dat wil zeggen tot de vroegere periode vóór de Majemer-site.
Vergelijkbare sites werden ook gevonden in de steppegebieden van Oost-Kazachstan. De gewoonte om tijdens de oorlog een paard en zijn eigenaar individueel te begraven was karakteristiek voor de zeer vroege periode, later werd het zeldzaam. Aan het begin van de Majemer-periode verscheen voor het eerst de traditie om een paard te begraven terwijl het nog leefde. 
De Sjilikti-begraafplaats in het steppegebied van Oost-Kazachstan omvat meer dan 50 grote graven. De diameter van de grafheuvels is tot 100 m en de hoogte bereikt 8-10 m. Waarschijnlijk was dit een belangrijke begraafplaats van stammen en clanleiders waar gedurende honderden jaren mensen begraven werden.